# هوچیلد
هوچیلد (انگلیسی: Hochschild) شرکت معدن بریتانیایی است، که در سال ۱۹۱۱ تأسیس شد.